# زاهرادکا (ناحیه پلزن-شمالی)
زاهرادکا (به چکی: Zahrádka) یک منطقهٔ مسکونی در جمهوری چک است که در ناحیه پلزن-شمالی واقع شده‌است. زاهرادکا ۱۵٫۳۲ کیلومتر مربع مساحت و ۱۴۲ نفر جمعیت دارد و ۵۲۵ متر بالاتر از سطح دریا واقع شده‌است.